# Mehtar Lam
Mehtar Lam é uma cidade do Afeganistão localizada na província de Laghman.